# Morifade
Morifade – zespół muzyczny ze Szwecji grający power metal, założony w 1992. Początkowo tłem do tekstów utworów było fantasy, teraz science fiction.

## Członkowie zespołu
- Kristian Wahlin – śpiew
- Robin Arnell – gitara
- Fredrik Eriksson – instrumenty klawiszowe
- Henrik Weimedal – gitara basowa
- Kim Arnell – perkusja

### Byli członkowie
- Stefan Petersson – śpiew (1998-2004)
- Christian Stinga-Borg – śpiew (1996-1998)
- Fredrik Johansson – gitara (1992-1998)
- Adrian Kanebäck – gitara (2000-2001)
- Jesper Johansson – gitara (1992-2005)

## Dyskografia
- The Hourglass (1995) (demo)
- Across the Starlit Sky (1998) (EP)
- Possession of Power (1999)
- Cast A Spell (2000) (EP)
- Imaginarium (2002)
- Domi<>nation (2004)
- Domi<>nation (2005) (DVD)